# Distrito Escolar de Salem-Keizer
El Distrito Escolar Salem-Keizer (Salem-Keizer School District) es un distrito escolar en el estado norteamericano de Oregón que presta sus servicios a las poblaciones de Salem y Keizer. Es el segundo distrito escolar más grande del estado, con más de 40 000 alumnos y cerca de 4 000 empleados a jornada completa. Abarca más de 172 millas cuadradas (450 km cuadrados) de los condados de Marion y Polk.

## Información general
Actualmente, más del 17 % de los alumnos están inscritos en el programa de ELL, 13 % reciben educación especial, 10% forman parte del Programa de Alumnos Avanzados, y 52% se benefician del Programa de alimentos gratuitos y a precio reducido, lo que significa que un alto porcentaje de alumnos vive en situación de pobreza.
En 2008, las calificaciones de los alumnos de secundaria de Salem-Keizer superaron la media nacional en el examen estándar de acceso a la universidad (SAT). En 2009, el 65 % de los alumnos de secundaria obtuvo el diploma de bachillerato.
Salem-Keizer es un distrito en fase de crecimiento. El número de matrículas incrementó un 6% en los últimos seis años (de 37 877 en el curso escolar 2003-04 a 40 282 en el curso 2008-09). Entre sus instalaciones el distrito cuenta con 73 escuelas y programas educativos en 69 centros. La antigüedad media de las escuelas es de 45 años en el caso de primaria, 32 años en las de ciclo intermedio y 32 años en las escuelas secundarias.

## Consejo escolar
El consejo escolar del distrito Salem-Keizer es responsable de contratar al superintendente, aprobar el presupuesto anual y negociar los acuerdos de negociación colectiva con el personal del distrito. Este consejo, integrado por 7 personas, actúa en representación y defensa del Distrito Escolar Salem-Keizer, de los estudiantes y de su circunscripción. Todas las reuniones del consejo escolar, a excepción de las reuniones ejecutivas, están abiertas al público y cuentan con un tiempo para ruegos y preguntas. Las elecciones al consejo escolar se celebran en mayo al vencer la legislatura de cuatro años de los miembros constituyentes.
Aunque el distrito se divide en zonas o circunscripciones, cada una de ellas representada por uno de los miembros de la junta, los habitantes tienen potestad de voto en todas las zonas. Tanto el presidente como el vicepresidente son propuestos y elegidos por el consejo escolar. El actual presidente es Steve Chambers, un maestro de educación secundaria jubilado que fue elegido para representar a la zona 2 en 1999. Ron Jones, un exgerente de tráfico del estado de Oregón, fue elegido en la Zona 7 en 2005 y actúa como vicepresidente. La directora ejecutiva de la Fundación para la Educación de Salem-Keizer, Krina Limones, ha estado al servicio de la zona 4 desde el año 2003. Rick Kimball, el director de servicios técnicos de la sociedad anónima Truitt Brothers, fue elegido para representar a la zona 5 en 2005. El director de la Escuela Católica Blanchet, Chuck Lee, fue elegido en la zona 6 en 2007. En 2009, el director jubilado Chris Brantley y la copropietaria de Salem Nurse-Midwives, Nancy MacMorris-Adix, fueron elegidos en las zonas 1 y 3 respectivamente.

## Superintendente
Paula Radich, anteriormente del Distrito Escolar de Newberg (jubilada) fue nombrada superintendente interina hasta que el distrito nombre a un sucesor permanente en junio de 2014. Ratificado por votación de 5-2 en el consejo escolar de Salem Keizer.

## Demografía
En 2009 el distrito contaba con 815 alumnos clasificados como "sin techo" por el Departamento de Educación. Estos alumnos representan un 2.0 % en el distrito.

## Escuelas
Escuelas secundarias
- Escuela Secundaria McKay
- Escuela Secundaria McNary
- Escuela Secundaria North Salem
- Escuela Secundaria South Salem
- Escuela Secundaria Sprague
- Escuela Secundaria West Salem

También existen varios programas alternativos de educación secundaria conocidos en su conjunto como Escuela Secundaria Roberts, que incluye SK Online.
Escuelas intermedias
- Escuela Intermedia Claggett
- Escuela Intermedia Crossler
- Escuela Intermedia Houck
- Escuela Intermedia Judson
- Escuela Intermedia Leslie
- Escuela intermedia Parrish
- Escuela Intermedia Stephens
- Escuela Intermedia Straub

Straub, en West Salem, abrió sus puertas en 2011 y lleva el nombre del gobernador de Oregón Bob Straub.
- Escuela Intermedia Waldo
- Escuela Intermedia Walker

Walker era la única escuela intermedia en West Salem hasta que la Escuela Intermedia Straub abrió sus puertas en 2011. En Walker se estudian 6.º, 7.º y 8.º grado. El promedio de matrículas es de 1 100 alumnos. En sus inicios, en 
1962, la escuela recibía el nombre de "Walker Junior High" en honor al comandante Walter M. Walker. El actor Jon Heder 
asistió a Walker. El lema de la escuela es: «respetuoso, responsable, y listo para aprender». Sus colores son el verde y el negro, y su mascota es el gato montés.
- Escuela Intermedia Whiteaker

Escuelas concertadas
- Escuela Concertada Valley Inquiry
- Escuela Secundaria Early College
- Escuela Concertada Howard Street
- Escuela Intermedia Medioambiental Jane Goodall
- Escuela Concertada Optimum Learning Environment

Escuelas primarias
- Escuela Primaria Auburn
- Escuela Primaria Bethel, nombrada en honor a la Iglesia Bethel construida en ese mismo lugar por los Hermanos Dunkard
- Escuela Primaria Battlecreek
- Escuela Primaria Brush College
- Escuela Primaria Bush
- Escuela Primaria Candelaria
- Escuela Primaria Chapman Hill
- Escuela Primaria Clear Lake
- Escuela Primaria Cummings
- Escuela Primaria Englewood
- Escuela Primaria Eyre
- Escuela Primaria Forest Ridge
- Escuela Primaria Four Corners
- Escuela Primaria Fruitland
- Escuela Comunitaria Grant
- Escuela Primaria Gubser
- Escuela Primaria Hallman
- Escuela Primaria Hammond
- Escuela Primaria Harritt
- Escuela Primaria Hayesville
- Escuela Primaria Hazel Green
- Escuela Primaria Highland
- Escuela Primaria Hoover
- Escuela Primaria Keizer
- Escuela Primaria Kennedy
- Escuela Primaria Lake Labish
- Escuela Primaria Lamb
- Escuela Primaria Lee
- Escuela Primaria Liberty
- Escuela Primaria McKinley
- Escuela Primaria Middle Grove
- Escuela Primaria Miller
- Escuela Primaria Morningside
- Escuela Primaria Myers
- Escuela Primaria Pringle
- Escuela Primaria Richmond
- Escuela Primaria Rosedale
- Escuela Primaria Salem Heights
- Escuela Primaria Schirle
- Escuela Primaria Scott
- Escuela Primaria Sumpter
- Escuela Primaria Swegle
- Escuela Primaria Washington
- Escuela Primaria Weddle
- Escuela Primaria Faye Wright
- Escuela Primaria Yoshikai